# 점핑오버
《점핑오버》는 네이버의 일요 웹툰이다.

## 등장인물

### 주요 등장인물
- 우연희
- 주이안
- 강한제

### 세울고 학생들
- 백새롬
- 김이솔
- 유하은
- 정도원
- 장소연
- 김원구
- 김민정
- 김형진
- 유연경
- 이경호
- 문성철
- 배진아

### 연희네 가족
- 연희의 아버지

### 한제네 가족
- 강한별